# Stephen Marmion Lowe

Wappen von Stephen Marmion Lowe als Bischof von Hamilton in Neuseeland

Stephen Marmion Lowe (* 3. August 1962 in Hokitika) ist ein neuseeländischer Geistlicher und römisch-katholischer Bischof von Auckland.

## Leben
Stephen Lowe arbeitete nach seinem Abschluss an der Westland High School für den New Zealand Forest Service in Hokitika und Christchurch sowie für die NZ Timberlands in Timaru. 1990 trat er in das Priesterseminar des Holy Cross College in Mosgiel ein. Sein letztes Studienjahr absolvierte er 1994 bis 1995 am St. Charles Borromeo Seminar in Philadelphia (USA). Stephen Lowe empfing am 7. Juni 1996 das Sakrament der Priesterweihe für das Bistum Christchurch in seiner Heimatstadt Hokitika.
Er war in der Seelsorge in den Pfarreien in Mairehau, Ashburton und Greymouth tätig, bevor er zum Pfarrer von Timaru North ernannt wurde.  Von 2005 bis 2007 absolvierte er ein Lizenziat in Spiritueller Theologie an der Päpstlichen Universität Gregoriana in Rom.  Im Jahr 2008 wurde er an das Holy Cross Seminar berufen, wo er bis Ende 2014 als Ausbildungsleiter tätig war. Während seiner Zeit am Seminar in Auckland diente er eine Zeit lang als Pfarrer in Ponsonby in Auckland.
Am 22. November 2014 ernannte ihn Papst Franziskus zum Bischof von Hamilton in Neuseeland. Der emeritierte Bischof von Hamilton in Neuseeland, Denis Browne, spendete ihm am 13. Februar 2015 die Bischofsweihe; Mitkonsekratoren waren der Bischof von Christchurch, Barry Philip Jones, und der Bischof von Palmerston North, Charles Edward Drennan.
Papst Franziskus bestellte ihn am 17. Dezember 2021 zum Bischof von Auckland. Die Amtseinführung fand am 19. Februar des folgenden Jahres statt. Bis zum 8. Dezember 2023 war Lowe zudem Apostolischer Administrator des vakanten Bistums Hamilton.
Stephen Lowe wurde 2018 durch Kardinal-Großmeister Fernando Filoni in den Ritterorden vom Heiligen Grab zu Jerusalem investiert. Am 3. Juli 2022 wurde er von Kardinal-Großmeister Filoni als Großprior der Magistraldelegation des Ritterordens vom Heiligen Grab von Jerusalem für Neuseeland bestellt. Er trat die Nachfolge von Patrick Dunn an.